# Elwin Soto
Elwin Soto est un boxeur mexicain né le 23 décembre 1996 à San Felipe.

## Carrière
Passé professionnel en 2016, il devient champion du monde des poids mi-mouches WBO le 19 juin 2019 après sa victoire par KO au 12e round face à Angel Acosta. Soto conserve son titre le 25 octobre 2019 en battant aux points Edward Heno puis Carlos Buitrago et Katsunari Takayama avant d'être à son tour battu par Jonathan González le 16 octobre 2021.